# کتابخانه دانشگاه براتیسلاوا
کتابخانه دانشگاه براتیسلاوا (ULB) قدیمی‌ترین کتابخانه در اسلواکی است. این کتابخانه در سال ۱۹۱۹ در براتیسلاوا تأسیس شد. امروزه این کتابخانه بزرگ‌ترین و پربازدیدترین کتابخانه در اسلواکی می‌باشد و یک کتابخانه تحقیقاتی دولتی جهانی به‌شمار می‌آید.

## همکاری با سایر کتابخانه‌ها
همکاری با سایر کتابخانه‌ها در مقیاس ملی و بین‌المللی بخشی طبیعی از مأموریت ULB از همان ابتدا بود.
- از سال ۱۹۷۰، ULB عضو انفرادی فدراسیون ایفلا است.
- از سال ۱۹۹۷ عضو مرتبط کنسرسیوم CERL،
- از سال ۱۹۹۰ عضو LIBER
- در سال ۱۹۵۰ کتابخانه سپرده سازمان ملل در ULB افتتاح شد.
- در سال ۱۹۵۷ کتابخانه سپرده یونسکو و از سال ۱۹۹۴ مرکز ملی یونسکو جزء لاینفک کتابخانه است. این سازمان از نزدیک با کتابخانه‌های یونسکو در سراسر جهان، مدارس مرتبط با یونسکو همکاری می‌کند و همچنین فعالیت‌های کمیته ملی برنامه یونسکو حافظه جهان را تضمین می‌کند. در سال ۱۹۹۷ ULB به پروژه ISSN یونسکو برای شناسایی سریال‌ها و سایر منابع مستمر ملحق شد و آژانس ملی ISSN را برای اسلواکی در محل خود تأسیس کرد.
- در سال ۲۰۰۴ پس از پیوستن این کشور به اتحادیه اروپا و ناتو، ULB کتابخانه سپرده گذاری ناتو را افتتاح کرد.
- در سال ۱۹۹۷ مرکز مطالعات آمریکایی به دلیل تماس نزدیک و همکاری با آژانس USIS در براتیسلاوا، که به عنوان پایه ای برای InfoUSA امروزی، یک کتابخانه و مرکز اطلاعات، کار می‌کرد، در کتابخانه شروع به کار کرد.
- در سال ۲۰۰۴ مجموعه جداگانه ای اختصاص داده شده به ادبیات روسی در ULB ایجاد شد و مرکز مطالعات روسیه تأسیس شد.
- در می ۲۰۰۵ کتابخانه اتریش در ULB به ابتکار سفارت اتریش راه اندازی شد
- در سال ۲۰۰۶ مرکز قلم اسلواکی تصمیم گرفت مجموعه کتاب‌های خود از کتابخانه جهانی قلم را به ULB اهدا کند.
- در سال ۲۰۰۶ کتابخانه چک به عنوان همتای کتابخانه اسلواکی در کتابخانه ملی چک در پراگ راه اندازی شد.
- از سال ۲۰۰۶ مجموعه‌های ULB توسط کتابخانه فرانسوی که تحت نظارت سفارت فرانسه در اسلواکی توسعه یافته است غنی شده است.
- در سال ۲۰۰۷ مرکز بریتانیا با همکاری نزدیک با شورای بریتانیا با مجموعه وسیعی از ادبیات بریتانیا که عمدتاً بر آموزش زبان انگلیسی متمرکز بود افتتاح شد.
- Geothe Institut براتیسلاوا در زمره شرکای استراتژیک کتابخانه قرار دارد و از فعالیت‌های بین‌المللی مانند سمینارها، نمایشگاه‌ها و برنامه‌های آموزشی پشتیبانی طولانی‌مدت می‌کند.
- مرکز اطلاعات شورای اروپا نیز مقر آن در کتابخانه است

موافقت نامه‌های دوجانبه در مورد همکاری با نزدیک‌ترین و محترم‌ترین شرکا:
- کتابخانه ملی جمهوری چک در پراگ
- کتابخانه موراویان در برنو
- کتابخانه تحقیقاتی در اولوموک
- کتابخانه ملی لهستان در ورشو
- کتابخانه ملی Szechényi در بوداپست
- کتابخانه ملی اتریش در وین

پروژه‌های تعاونی دوجانبه:
- KOBIB با کتابخانه Bielefeld با تمرکز بر تحویل الکترونیکی اسناد و انتقال فناوری‌های جدید کتابخانه ای از آلمان به اسلواکی
- پروژه CASLIN که به ارتقای استاندارد اتوماسیون در کتابخانه‌های چک و اسلواکی کمک کرد

از جمله شرکای خارجی معتبر ULB از طریق پروژه World Digital Library می‌توان به آن اشاره کرد:
- Bibliotheca Alexandrina در اسکندریه
- کتابخانه ملی ایران
- کتابخانه کنگره در واشینگتن

مشارکت در برنامه‌های اروپایی: COPERNICUS, IST, FP4، FP6، eTEN, ENRICH, MICHAEL Plus، پروژه EZB, Minerva
کتابخانه دانشگاه شامل مجموعه نسخ خطی اسلامی باشاگیچ است. این مجموعه بخشی از حافظه جهانی یونسکو است. در سال ۱۹۹۷ بخشی از ثبت نام شد. شامل آثاری از سیف الدین عمیدی است.

## کتابخانه در گزارش سالانه ۲۰۱۵[۴]
- ۲۴۰ کارمند
- بیش از ۲۰۰۰۰ کاربر فعال
- بیش از ۵۰۰ مکان برای کاربران (ایستگاه‌های کاری)
- بیش از ۵۰ مکان برای کاربران با رایانه‌های کتابخانه
- بیش از ۶۸۰۰۰۰۰ کاربر در خدمات آنلاین
- بیش از ۱۳۰۰۰ بازدیدکننده از رویدادهای فرهنگی و آموزشی
- بیش از ۲۷۰۰۰۰۰ مورد در مجموعه‌ها

## کتابخانه دیجیتال
کتابخانه دیجیتالی کتابخانه دانشگاه در براتیسلاوا مجموعه‌ای مستقل از اقلام دیجیتالی - نشریات، چاپ‌های قدیمی، آثار موسیقی یا تک‌نگاری با طرح‌بندی جذاب برای کاربر است. کتابخانه دیجیتال دسترسی به بیش از ۱٫۱۰۰۰۰۰ صفحه تمام متن از اقلام اسلواکیکی، عمدتاً نشریات را ارائه می‌دهد.

### موارد دسترسی
کتابخانه دیجیتال دسترسی رایگان به اقلام خارج از حق چاپ را برای همه کاربران بدون محدودیت از طریق اینترنت فراهم می‌کند. مواردی که توسط قانون کپی رایت محافظت می‌شوند، فقط برای کاربران ثبت نام شده از شبکه کتابخانه قابل دسترسی هستند.